# Mountain Brook
Mountain Brook város az USA Alabama államában, Jefferson megyében. Lakosainak száma 22 461 fő (2020. április 1.).

## Népesség
A település népességének változása:

| 2010 | 20 413 |
| 2020 | 22 461 |